# Beagle Aircraft Limited
Pour les articles homonymes, voir Beagle (homonymie).
Beagle Aircraft Ltd est un constructeur aéronautique britannique disparu.
En 1960 les constructeurs d'avions légers Auster Aircraft Ltd. et F.G. Miles Ltd (en) furent regroupés au sein de la British Executive And General Aviation Ltd, devenant respectivement Beagle-Auster Ltd et Beagle-Miles Ltd. En 1962 les noms d’Auster et Miles disparaissent au profit d'une raison sociale unique, Beagle Aircraft Ltd qui poursuivit la production des Auster A109 Airedale jusqu’en 1965, A61 Terrier et D5 Husky (en) jusqu’en 1967. 
Pour succéder à la gamme Miles (en) Beagle développa un bi-triplace de tourisme et de voltige élémentaire, le Beagle Pup. Pour se concentrer sur la production de cet appareil tous les droits sur la gamme Auster furent cédés fin 1967 pour £.35000 à Hants and Sussex Aviation, Portsmouth. Mais les couts de production du Pup furent très largement sous-estimés et, le gouvernement britannique ayant refusé à l'entreprise une aide de £.6 millions, Beagle se trouva en état de cessation de paiement et contrainte au dépôt de bilan le 27 février 1970.
Le 19 mai 1969 avait volé pour la première fois le Beagle Bulldog, prototype d'un biplace d'entrainement militaire de début dérivé du Beagle Pup. Cet appareil intéressant la RAF, Scottish Aviation racheta les droits et transféra l’activité à Prestwick où furent produits 318 Bulldog pour une dizaine de clients.